# MTV Procura com Cachorro Grande
MTV Procura com Cachorro Grande foi um programa da MTV Brasil exibido em 2008 em que a banda Cachorro Grande sai em direção ao sul do Brasil em busca de bandas novas. A banda vai dirigindo e fazendo uma rota rock'n'roll em direção a Porto Alegre. Passando em diversas cidades eles vão conhecer bandas de diversos estilos.
O programa vai ao ar de segunda e terça às 22:30.